# Nola Hatterman Art Academy
De Nola Hatterman Art Academy (NHAA), tot circa 2012 Nola Hatterman Instituut, is een kunstacademie met galerie aan de Zeelandiaweg in Paramaribo, Suriname.

## Voorafgaand

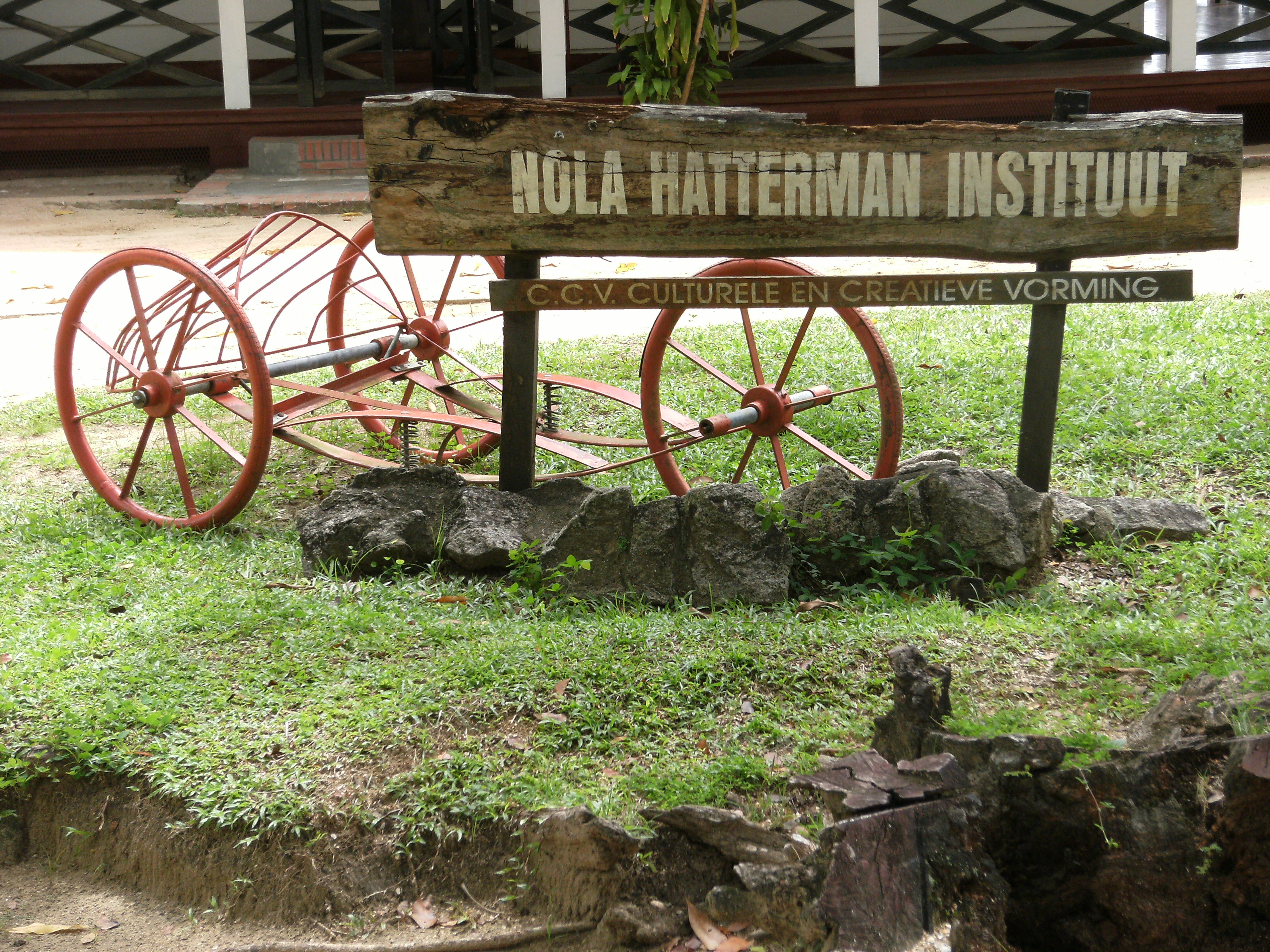
Ingang in 2009

De kunstopleiding is vernoemd naar Nola Hatterman. Zij kwam in de jaren 1950 naar Suriname en nam in 1953 de kunstlessen over van Nic Loning.
Ze trad in 1960 aan als directrice van de School voor Beeldende Kunst van het Cultureel Centrum Suriname (CCS) voor de opleiding van amateurkunstenaars. Ze wilde dat Suriname een nationale, niet-Europese kunstrichting ontwikkelde en vond dat Europese opleidingen haar studenten verpestten. Ze kreeg hierin niet iedereen mee, zoals haar oud-leerling Jules Chin A Foeng die zich openlijk tegen haar richting verzette. Ook waren er klachten uit het Nederlandse vervolgonderwijs dat Hatterman haar studenten verkeerd technieken aanleerde. Steun kreeg ze van de schrijver en nationalist R. Dobru. Nadat ze de school in 1968 omvormde naar een dagopleiding en aan haar oud-leerling Ruben Karsters de leiding gaf, kreeg ze onenigheid met Sticusa, die in 1970 de subsidie introk.
De positie van Hatterman bleek niet langer houdbaar en in 1971 besloot ze op 71-jarige leeftijd de Nieuwe School voor Beeldende Kunst te starten vanuit haar woning. Rinaldo Klas maakte in 1976 deel uit van de groep laatste leerlingen. De waardering uit de jongere generatie waarop ze hoopte kwam er niet en eind jaren 1970 vertrok ze teleurgesteld naar Brokopondo om daar in opdracht van het ministerie van Cultuur tekenonderwijs te geven.

## Academie

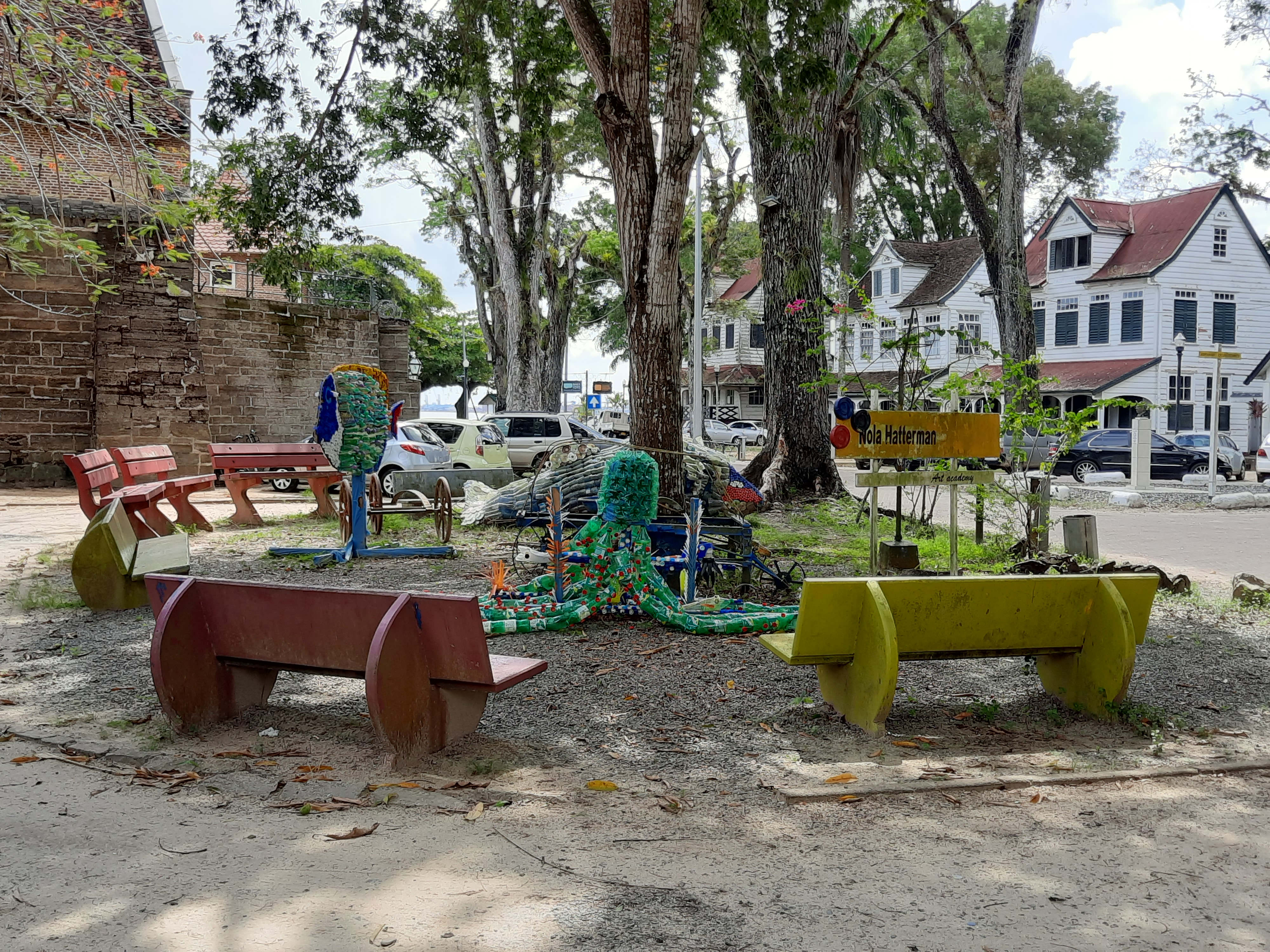
Kunst voor de academy, 2022

In 1984, het jaar van haar overlijden, werd het Nola Hatterman Instituut opgericht door James Ramlall, waarbij de vernoeming haar postuum eer gaf. Een van de medeoprichters was Jack Pinas.
Haar oud-leerling Armand Baag werd belangrijk in de voortzetting van haar uitgangspunt om de Afro-Surinamer als thema te kiezen. Volgens hem betekende de richting van Hatterman het herstel van een eigen schoonheidsideaal die Afrikanen zou zijn ontnomen. "Als je niet van jezelf houdt, kunnen anderen ook niet van je houden," aldus Baag. Hij bleef van Hatterman geleerde technieken toepassen en ontwikkelde daarnaast zijn eigen stijl.
Vanaf 1999 lieten het Prins Claus Fonds en de SLM jaarlijks een kunstenaar van de academie naar Nederland komen om te exposeren in de Galerie Nola Hatterman in Amsterdam, die twee jaar eerder door de Vereniging Ons Suriname was opgericht. Naast Klas en Nahar werd werk geëposeerd van Robbert Enfield, George Struikelblok, Marcel Pinas en Wilgo Vijfhoven. Daarnaast waren er tussen 2006 en 2014 uitwisselingen met de Gerrit Rietveld Academie.
Rond 2012 werd de naam gewijzigd in de Nola Hatterman Art Academy (NHAA). Haar leerling Rinaldo Klas was lange tijd directeur van het instituut en later de NHAA. Later volgde Kurt Nahar hem op. In 2016 nam Sunil Puljhun de leiding over. Een belangrijk streven voor hem is de verwerving van accreditatie voor het instituut.

## Lijst met studenten
Hieronder staat een lijst met studenten met een artikel op Wikipedia:
- Kurt Nahar (1972)
- Cedric van Samson (1980)
- Isan Corinde (1990)

## Lijst met docenten
Hieronder staat een lijst met docenten met een artikel op Wikipedia:
- Nola Hatterman (1899-1984)
- Carlos Blaaker (1961)